# Dynamenopsis obtusa
Dynamenopsis obtusa är en kräftdjursart som beskrevs av Baker 1908. Dynamenopsis obtusa ingår i släktet Dynamenopsis och familjen klotkräftor. Inga underarter finns listade i Catalogue of Life.